# Лимаренко, Иван Макарович
Иван Макарович Лимаренко (19 августа 1927 — 5 октября 2007) — советский и украинский военачальник. Комендант Киева, начальник Киевского высшего общевойскового командного училища, генерал-лейтенант (Украина).

## Биография
Родился 19 августа 1927 года в селе Саевка Пятихатского района (ныне Днепропетровской области) в семье крестьянина.
В 1944 году окончил 8 классов Саксаганской средней школы.
Начало военной службы
- 5 декабря 1944 года Пятихатским РВК Днепропетровской области был призван в ряды РККА.
- С декабря 1944 года проходил службу в полковой миномётной школе 96 сп 13-й стрелковой бригады Южно-Уральского военного округа.
- С сентября 1945 года курсант 46-го учебного танкового полка 9-й танковой бригады Харьковского военного округа проходил курс обучения на механика-водителя танка.
- В ноябре 1946 года по желанию был направлен на учёбу в Таманское гвардейское танковое училище (Кривой Рог). После расформирования училища в апреле 1947 года направлен в город Дзауджикау в Северо-Кавказское танковое училище Северо-Кавказского военного округа. Однако в марте 1948 года и это училище расформировали, учёбу пришлось продолжить в Орловском танковом ордена Ленина, Краснознамённом училище имени М. В. Фрунзе в Ульяновске.
- назначен на должность командира танкового взвода в 26 гвардейской тп 2 гвардейской тд ЛВО.

Приказом Командующего БТ и МВ СА № 01324 от 21.11.1951 года присвоено звание старший лейтенант, после чего И. М. Лимаренко вернулся в Ульяновск, где командовал взводом курсантов Орловского танкового училища. Здесь же в 1956 году окончил 10 классов вечерней средней школы при Ульяновском Доме офицеров.
- В июле 1953 года вступил в ряды КПСС[1].
- 27 октября 1956 года откомандирован для прохождения дальнейшей службы в ГСВГ сначала на должность помощника начальника штаба батальона 61-го гвардейского танкового полка 10-й гвардейской танковой дивизии 4 гвардейской МА, а в июле 1957 года — помощник начальника штаба 112-го отдельного батальона истребителей танков.
- 9 апреля 1959 года, приказом командира 10-й гвардейской танковой дивизии назначен на должность командира танковой роты 62 тп. В сентябре того же года И. М. Лимаренко было присвоено воинское звание капитан (приказ Главкома ГСВГ № 0346 от 10.09.1959), и уже с ноября он командует учебной ротой по подготовке командиров тяжёлых танков и САУ, средних и плавающих танков 37 оутб 10 гвардейской тд 20-й гвардейской А.
- 10 августа 1971 года капитан И. М. Лимаренко вступил в должность начальника штаба только что сформированного 54-го отдельного танкового батальона, позднее вошедшего в состав 6-й омсбр.
- В 1963 года заочно окончил командный факультет Военной академии бронетанковых войск с дипломом по командно-штабной специальности. В ноябре того же года получил очередное воинское звание майор (приказ Главкома СВ № 01237 от 06.11.1963) и 16 ноября по замене откомандирован в распоряжение командующего войсками Киевского военного округа, где проходил службу в должностях командира танкового батальона 224 тп 37 гвардейской тд 6 гвардейской ТА (20.11.1963 — 03.11.1964), командира учебно-танкового батальона 300 гвардейской утп 48 гвардейской утд (03.11.1964 — 28.08.1966), командира батальона курсантов Харьковского гвардейского высшего танкового командного училища (28.08.1966 — 02.12.1968).
- Приказом Главкома СВ № 01237 от 05.01.1968 года присвоено очередное воинское звание подполковник, после чего проходил службу командиром танкового полка 4-й гвардейской мотострелковой дивизии (02.12.1968 — 16.01.1970).
- Заместитель командира 75 гвардейской тяжёлой танковой дивизии 6-й гвардейской танковой армии (16.01.1970 — 08.09.1971).
- С 8 сентября 1971 года по 14 декабря 1973 года проходил службу в СГВ в должности заместителя командира 90 гвардейской тд. 26.02.1973 года присвоено очередное воинское звание полковник[2].
- С 14 декабря 1973 года по 2 сентября 1974 года — заместитель начальника по учебной части Киевского высшего общевойскового командного училища имени М. В. Фрунзе.

Приказом Главкома СВ № 0745 от 02.09.1974 года назначен заместителем начальника Киевского высшего танкового инженерного училища имени И. И. Якубовского.
На высших должностях
- Приказом МО СССР № 0824 от 03.08.1980 года назначен Военным комендантом Киева.
- Постановлением СМ СССР № 369 от 30.04.1982 года присвоено воинское звание генерал-майор, в том же году приказом МО СССР № 01306 от 28.12.1982 года назначен начальником Киевского высшего общевойскового командного училища им. М. В. Фрунзе.
- Приказом МО СССР № 0712 от 05.08.1987 года выведен в распоряжение Главкома СВ, а позднее[3] уволен в отставку по болезни и исключён из списков личного состава училища с 25.04.1988 г.
- Указом президента Украины от 22.06.2000 года присвоено воинское звание генерал-лейтенант[4].

Скончался 5 октября 2007 года. Похоронен на Берковецком кладбище Киева.

## Награды
- дважды Орден Красной Звезды
- Орден «Знак Почёта»
- Орден Богдана Хмельницкого (Украина)
- Медаль «В ознаменование 100-летия со дня рождения Владимира Ильича Ленина» (6 апреля 1970[5])
- Медаль «За победу над Германией в Великой Отечественной войне 1941—1945 гг.»
- Юбилейная медаль «Двадцать лет Победы в Великой Отечественной войне 1941—1945 гг.»
- Медаль «Ветеран Вооружённых Сил СССР»
- Юбилейная медаль «40 лет Вооружённых Сил СССР»
- Юбилейная медаль «50 лет Вооружённых Сил СССР»
- Юбилейная медаль «60 лет Вооружённых Сил СССР»[6]
- Юбилейная медаль «70 лет Вооружённых Сил СССР»[7]
- Медаль «За безупречную службу» первой и второй степеней
- и другие.